# برايري سيتي (إلينوي)
برايري سيتي (بالإنجليزية: Prairie City)‏ هي معلم جغرافي تقع في الولايات المتحدة في إلينوي. يقدر عدد سكانها بـ 461 نسمة .

## الموقع الجغرافي
الموقع الجغرافي للمناطق المحيطة بهذه النقطة هو كالتالي: